# پسیفیک لایف
پسیفیک لایف (انگلیسی: Pacific Life) شرکت سرمایه‌گذاری آمریکایی است، که در سال ۱۸۶۸ تأسیس شد.